# FIS Ladies Grand Prix 2004
FIS Ladies Grand Prix 2004 (niem. 6. FIS-Ladies-Grand-Prix) – szósta edycja FIS Ladies Winter Tournee, przeprowadzona w sezonie 2003/2004 na skoczniach w Niemczech i Austrii. 
Początek turnieju nastąpił 12 lutego 2004, podczas zawodów indywidualnych na skoczni w Saalfelden am Steinernen Meer. Dwa dni później rozegrano konkurs indywidualny na skoczni w Breitenbergu. Następnego dnia na tym samym obiekcie odbył się konkurs drużynowy. Kolejne zmagania zostały rozegrane w Baiersbronn, a turniej zakończył się 21 lutego konkursem na obiekcie w Schönwaldzie. 
Pierwszy konkurs indywidualny wygrała Anette Sagen, a następny Lindsey Van. Trzeci konkurs - drużynowy wygrała reprezentacja Austrii w składzie: Jacqueline Seifriedsberger, Tanja Drage, Eva Ganster, Daniela Iraschko. Trzecie zmagania indywidualne wygrała Anette Sagen, a ostatnie Jessica Jerome. Zwyciężczynią szóstej edycji turnieju została po raz drugi z rzędu Anette Sagen, która zdobyła najwięcej punktów w klasyfikacji łącznej FIS Ladies Grand Prix. Na drugim stopniu podium w generalnej klasyfikacji turnieju stanęła Lindsey Van, a na trzecim – Eva Ganster.
W cyklu wystartowało łącznie 41 zawodniczek z dziewięciu narodowych reprezentacji.

## Przed FIS Ladies Grand Prix

### Organizacja
Organizatorem pierwszego z konkursów, który odbył się w Saalfelden am Steinernen Meer, był klub narciarski SK Saalfelden. Za organizację drugiego i trzeciego konkursu, na skoczni w Breitenbergu, odpowiedzialny był miejscowy klub WSV Rastbüchl. Kolejne dwa konkursy, które przeprowadzono w Baiersbronn i Schönwaldzie, odbyły się dzięki lokalnemu klubowi - SC Schönwald.

### Tło
Do 1998 roku Międzynarodowa Federacja Narciarska nie organizowała żadnych konkursów kobiecych. Zdarzało się jednak, że skoczkinie startowały w roli przedskoczków w zawodach mężczyzn lub występowały jako zawodniczki, ale nie były klasyfikowane. W styczniu 1998 w Sankt Moritz odbyły się nieoficjalne mistrzostwa świata juniorek, które są uznawane za pierwsze międzynarodowe zawody kobiece. W marcu tego samego roku odbyły się natomiast pierwsze seniorskie zawody kobiet pod egidą Międzynarodowej Federacji Narciarskiej – dwa konkursy Pucharu Kontynentalnego w Schönwaldzie. W kolejnym sezonie po raz pierwszy zorganizowano FIS Ladies Grand Tournee, będący pierwszym międzynarodowym cyklem zawodów kobiet, rozgrywanym przez Międzynarodową Federację Narciarską. 
Spośród zawodniczek startujących w FIS Ladies Grand Prix w 2004 roku, dwadzieścia dwie brały udział w poprzedniej – piątej edycji turnieju. Wśród zawodniczek sklasyfikowanych w pierwszej dziesiątce poprzedniej edycji, na stracie zabrakło czwartej Heleny Olsson, ósmej Rieko Kanai i dziesiątej Ann-Kathrin Reger. Zwyciężczynią FIS Ladies Grand Prix 2003 była Anette Sagen przed Evą Ganster i Lindsey Van.
W poprzednich edycjach turnieju trzykrotnie zwyciężała Daniela Iraschko (2000, 2001, 2002), a po razie Anette Sagen (2003) i Austriaczka Sandra Kaiser (1999). Austriaczka Eva Ganster trzykrotnie stawała na podium klasyfikacji łącznej turnieju (druga w 2000 i 2003 roku, trzecia w 2001). Latem także był rozgrywany turniej na podobieństwo FLGP - FIS Sommer Ladies Tournee, dwukrotnie zwyciężała Daniela Iraschko (2001, 2002), a raz Anette Sagen (2003), Eva Ganster dwukrotnie druga w FSLT (2001, 2002).

## Zasady
Zasady obowiązujące w FIS Ladies Grand Tournee są takie same, jak podczas zawodów Pucharu Świata, czy Pucharu Kontynentalnego.
Do klasyfikacji generalnej FIS Ladies Grand Prix zaliczane były noty punktowe zdobyte przez zawodniczki podczas konkursów.
Skoki oceniane były w taki sam sposób, jak podczas zawodów Pucharu Świata, czy Pucharu Kontynentalnego. Za osiągnięcie odległości równej punktowi konstrukcyjnemu zawodniczka otrzymywała 60 punktów. Za każdy dodatkowy metr uzyskiwała dodatkowo 2 punkty, i analogicznie za każdy metr poniżej punktu K minus 2 punkty. Ponadto, styl skoku i lądowania podlegał ocenie przez pięciu sędziów wybranych przez FIS, którzy mogli przyznać maksymalnie po 20 punktów. Dwie skrajne noty (najwyższa i najniższa) nie były wliczane do noty końcowej.

## Skocznie
Konkursy FIS Ladies Grand Prix w 2004 przeprowadzone zostały na czterech skoczniach narciarskich – Bibergschanze w Saalfelden am Steinernen Meer, Baptist-Kitzlinger-Schanze w Breitenbergu, Große Ruhestein w Baiersbronn oraz Adlerschanze w Schönwaldzie. Wszystkie obiekty były skoczniami normalnymi.
|  | Nazwa skoczni              | Miejscowość                   | Punkt K | HS     | Rekord skoczni | Rekord skoczni           | Rekord skoczni        |
|  | -------------------------- | ----------------------------- | ------- | ------ | -------------- | ------------------------ | --------------------- |
|  | Bibergschanze              | Saalfelden am Steinernen Meer | K-85    | HS 95  | 98,0 m         | Kazuki Nishishita        | 03.02.1999            |
|  | Baptist-Kitzlinger-Schanze | Breitenberg                   | K-75    | HS 82  | 82,5 m         | Yūta Watase              | 10.10.1999            |
|  | Große Ruhestein            | Baiersbronn                   | K-85    | HS-90  | 91,0 m         | David Zauner Marko Simič | 14.01.2002            |
|  | Adlerschanze               | Schönwald                     | K-85    | 93,0 m | 93,5 m         | Robert Křenek Tami Kiuru | 07.03.1998 09.02.2001 |

## Jury
Głównymi dyrektorami konkursów w ramach FIS Ladies Grand Tournee byli kolejno: Adi Eder, Christian Binder, ponownie Christian Binder, Fritz Bischoff i Daniel Schulze. Sędzią technicznym podczas pierwszego konkursu w Saalfelden am Steinernen Meer był Gerhard Wenninger, a jego asystentem – Max Sandbichler. W zawodach na skoczni Baptist-Kitzlinger-Schanze sędzią technicznym był Rolf Feuchtenberger, a asystował mu Walter Vogel. W następnym konkursie ponownie funkcję sędziego technicznego sprawował ponownie Rolf Feuchtenberger, a jego pomocnikiem był Walter Vogel. W czwartym konkursie – w Baiersbronn, sędzią technicznym Uli Forner, a jego asystentem – Manfred Rink. W ostatnim konkursie na skoczni Adlerschanze sędzią technicznym był ponownie Uli Forner, a asystował mu Manfred Rink
W poniższej tabeli znajduje się zestawienie wszystkich sędziów, którzy oceniali styl skoków podczas konkursów FIS Ladies Grand Prix 2004 wraz z zajmowanymi przez nich miejscami na wieży sędziowskiej.
| Sędzia               | Kraj    | Stanowisko na wieży sędziowskiej | Stanowisko na wieży sędziowskiej | Stanowisko na wieży sędziowskiej | Stanowisko na wieży sędziowskiej | Stanowisko na wieży sędziowskiej |
| Sędzia               | Kraj    | Saalfelden am Steinernen Meer    | Breitenberg                      | Breitenberg                      | Baiersbronn                      | Schönwald                        |
| -------------------- | ------- | -------------------------------- | -------------------------------- | -------------------------------- | -------------------------------- | -------------------------------- |
| Christian Diechtler  | Niemcy  | –                                | C                                | D                                | –                                | –                                |
| Alfred Eisner        | Niemcy  | –                                | D                                | C                                | –                                | –                                |
| Kurt Finkbeiner      | Niemcy  | –                                | –                                | –                                | E                                | D                                |
| Werner Hellauer      | Niemcy  | –                                | B                                | E                                | –                                | –                                |
| Tabea Klumpp         | Niemcy  | –                                | –                                | –                                | C                                | –                                |
| Reinhold Kramer      | Austria | A                                | –                                | –                                | –                                | –                                |
| Ludwig Krieg         | Niemcy  | –                                | E                                | A                                | –                                | –                                |
| Uwe Kunzmann         | Niemcy  | –                                | –                                | –                                | D                                | –                                |
| Ernst Marpe          | Niemcy  | –                                | –                                | –                                | B                                | A                                |
| Egon Musch           | Niemcy  | –                                | –                                | –                                | A                                | E                                |
| Alois Reiter         | Austria | B                                | –                                | –                                | –                                | –                                |
| Max Sandbichler      | Austria | D                                | –                                | –                                | –                                | –                                |
| Karlheinz Schlechter | Niemcy  | –                                | A                                | B                                | –                                | –                                |
| Jörg Schmieder       | Niemcy  | –                                | –                                | –                                | –                                | B                                |
| Sandra Spitz         | Niemcy  | –                                | –                                | –                                | –                                | C                                |
| Franz Vierthaler     | Austria | E                                | –                                | –                                | –                                | –                                |
| Paul Widauer         | Austria | C                                | –                                | –                                | –                                | –                                |

## Podium klasyfikacji łącznej
| Zawodniczka  | Saalfelden am Steinernen Meer | Saalfelden am Steinernen Meer | Saalfelden am Steinernen Meer | Breitenberg | Breitenberg | Breitenberg | Baiersbronn | Baiersbronn | Baiersbronn | Schönwald | Schönwald | Schönwald | Nota łączna | Strata |
| Zawodniczka  | Skok 1                        | Skok 2                        | Nota                          | Skok 1      | Skok 2      | Nota        | Skok 1      | Skok 2      | Nota        | Skok 1    | Skok 2    | Nota      | Nota łączna | Strata |
| ------------ | ----------------------------- | ----------------------------- | ----------------------------- | ----------- | ----------- | ----------- | ----------- | ----------- | ----------- | --------- | --------- | --------- | ----------- | ------ |
| Anette Sagen | 95,0 m                        | 94,5 m                        | 262,0                         | 78,0 m      | 79,0 m      | 243,9       | 91,0 m      | 90,5 m      | 248,0       | 77,5 m    | 73,0 m    | 183,5     | 937,4       | –      |
| Lindsey Van  | 86,0 m                        | 84,0 m                        | 231,5                         | 77,0 m      | 78,5 m      | 246,1       | 86,0 m      | 87,0 m      | 237,5       | 75,0 m    | 81,5 m    | 205,5     | 920,6       | 16,8   |
| Eva Ganster  | 87,0 m                        | 84,0 m                        | 231,5                         | 76,0 m      | 76,0 m      | 234,9       | 83,0 m      | 83,5 m      | 218,5       | 77,5 m    | 79,5 m    | 203,5     | 888,4       | 49,0   |

## Przebieg zawodów

### Saalfelden am Steinernen Meer

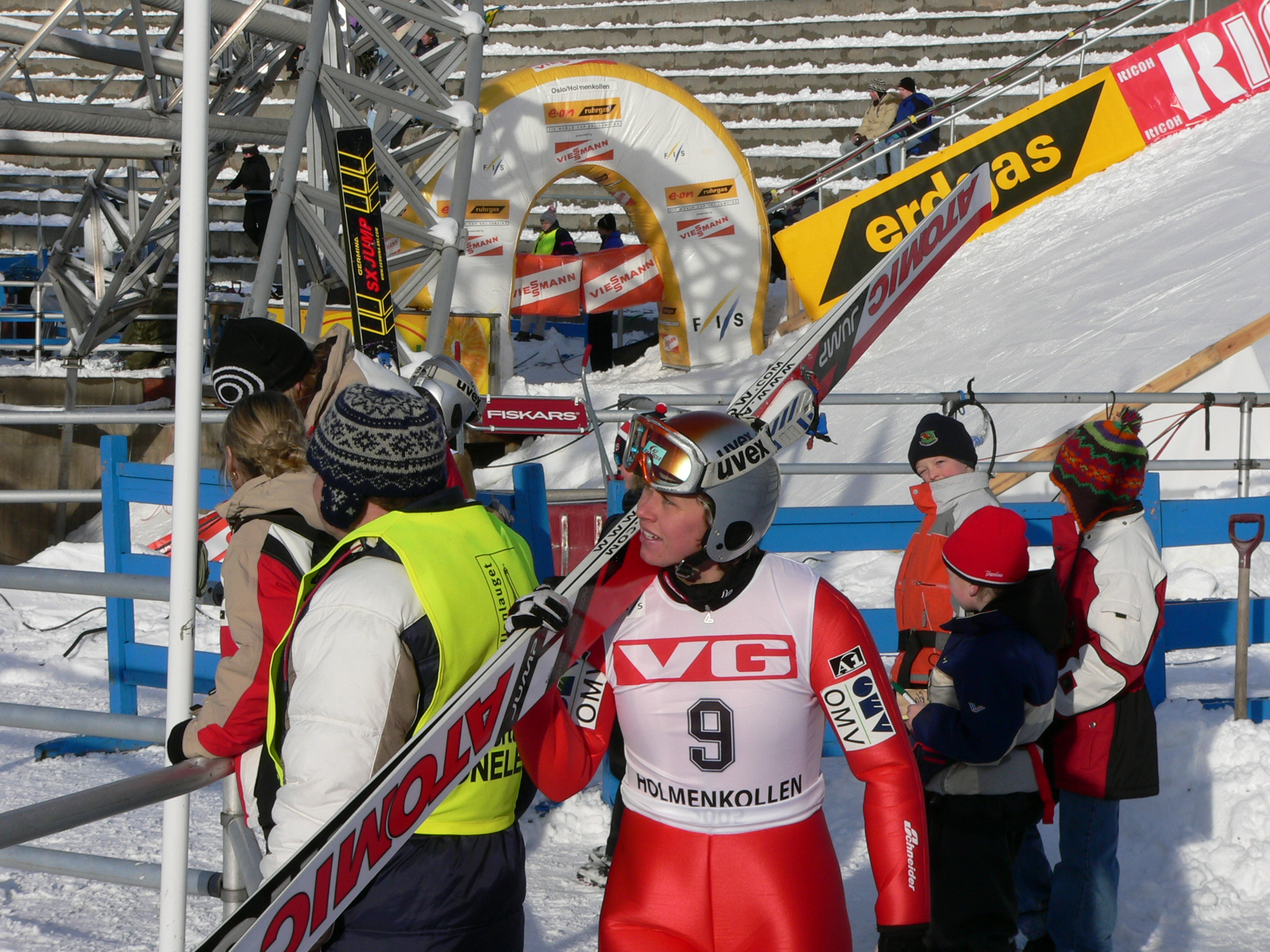
Eva Ganster – druga zawodniczka pierwszego indywidualnego konkursu FIS Ladies Grand Prix w Saalfelden am Steinernen Meer oraz trzecia zawodniczka klasyfikacji końcowej

Pierwszy z konkursów indywidualnych, przeprowadzony w ramach FIS Ladies Grand Prix, odbył się na obiekcie normalnym w Saalfelden am Steinernen Meer. W pierwszej serii konkursowej czterem zawodniczkom udało się osiągnąć odległość powyżej, bądź równą punktowi konstrukcyjnemu, umieszczonemu na 85 metrze. Pierwszą która tego dokonała, była skacząca z numerem 24 Lindsey Van, która skoczyła 86,0 m. Metr dalej lądowała Eva Ganster (87,0 m), a najdalej – na 95 metrze – Anette Sagen. Odległość Norweżki okazała się najdalszą odległością pierwszej serii, jak i całego konkursu. Notę łączną powyżej 100 punktów uzyskały jeszcze cztery zawodniczki: Jessica Jerome (101,0 punktów), Izumi Yamada (102,0 punkty), Monika Pogladič (103,5 punktu), Line Jahr (115,0 punktów). Po pierwszej serii liderką była Sagen, z dwunastoma punktami przewagi nad Ganster, i trzynastoma nad trzecią Lindsey Van.
Jako pierwsza w serii finałowej, skok 80-metrowy oddała Ulrike Gräßler, która skoczyła 82,0 m. Dzięki temu skokowi awansowała o kilka pozycji w klasyfikacji. Kolejną zawodniczką która usiadła na belce startowej, była Seiko Koasa, która uzyskała 92 m, czyli o dziesięć metrów lepszy rezultat niż Niemka. Dzięki temu skokowi awansowała z jedenastego na czwarte miejsce w klasyfikacji generalnej konkursu. Dalszy skok oddała tylko będąca na prowadzeniu Anette Sagen, która skoczyła na odległość 94,5 m. Druga i trzecia zawodniczka pierwszej serii uzyskały taki sam rezultat (84,0 m), przez co zostały sklasyfikowane ex aequo na drugiem miejscu. Zwyciężczynią konkursu została zatem Sagen, a na kolejnych stopniach podium stanęły Van i Ganster.
Podczas zawodów temperatura wynosiła –4,0 °C.

#### Wyniki zawodów (12.02.2004)
| 1.  | Anette Sagen     | Norwegia          | 95,0 | 130,5 | 94,5 | 131,5 | 262,0 |
| 2.  | Lindsey Van      | Stany Zjednoczone | 86,0 | 117,5 | 84,0 | 114,0 | 231,5 |
| 2.  | Eva Ganster      | Austria           | 87,0 | 118,5 | 84,0 | 113,0 | 231,5 |
| 4.  | Seiko Koasa      | Japonia           | 76,0 | 91,0  | 92,0 | 123,5 | 214,5 |
| 5.  | Line Jahr        | Norwegia          | 85,0 | 115,0 | 77,5 | 99,0  | 214,0 |
| 6.  | Daniela Iraschko | Austria           | 76,5 | 93,0  | 88,5 | 120,5 | 213,5 |
| 7.  | Ayumi Watase     | Japonia           | 78,0 | 98,0  | 85,0 | 114,5 | 212,5 |
| 8.  | Monika Pogladič  | Słowenia          | 79,5 | 103,5 | 81,0 | 104,5 | 208,0 |
| 9.  | Jessica Jerome   | Stany Zjednoczone | 79,0 | 101,0 | 80,0 | 102,0 | 203,0 |
| 10. | Ulrike Gräßler   | Niemcy            | 75,5 | 90,0  | 82,0 | 103,5 | 193,5 |
| 11. | Izumi Yamada     | Japonia           | 79,0 | 102,0 | 72,0 | 86,5  | 188,5 |
| 12. | Yoshiko Kasai    | Japonia           | 74,0 | 86,0  | 76,0 | 90,5  | 176,5 |
| 13. | Urša Rozman      | Słowenia          | 75,5 | 87,5  | 75,0 | 86,5  | 174,0 |
| 14. | Tamara Kancilja  | Słowenia          | 71,0 | 78,5  | 74,0 | 86,5  | 165,0 |
| 15. | Henriette Smeby  | Norwegia          | 69,0 | 73,5  | 71,5 | 84,0  | 157,5 |
| 16. | Jenna Mohr       | Niemcy            | 76,0 | 94,5  | 59,0 | 50,5  | 145,0 |
| 17. | Kristin Fridtun  | Norwegia          | 67,0 | 69,0  | 65,0 | 69,5  | 138,5 |
| 18. | Alissa Johnson   | Stany Zjednoczone | 68,0 | 74,0  | 63,0 | 64,0  | 138,0 |
| 19. | Brenna Ellis     | Stany Zjednoczone | 63,0 | 64,5  | 66,0 | 70,5  | 135,0 |
| 20. | Angelika Kühorn  | Niemcy            | 66,0 | 67,0  | 65,0 | 66,5  | 133,5 |
| 21. | Tanja Drage      | Austria           | 65,0 | 68,5  | 63,0 | 64,5  | 133,0 |
| 22. | Kristin Schmidt  | Niemcy            | 60,0 | 56,0  | 54,0 | 39,0  | 95,0  |
| 23. | Nicole Hauer     | Niemcy            | 55,0 | 42,0  | 57,0 | 50,0  | 92,0  |
| 24. | Katrin Stefaner  | Austria           | 58,0 | 53,0  | 54,0 | 38,0  | 91,0  |
| 25. | Stefanie Purr    | Austria           | 55,0 | 43,5  | 54,0 | 43,5  | 87,0  |
| 26. | Vladěna Pustková | Czechy            | 49,0 | 28,5  | 60,0 | 52,0  | 80,5  |
| 27. | Mari Backe       | Norwegia          | 49,0 | 29,5  | 53,0 | 37,0  | 66,5  |

### Breitenberg

#### Pierwszy konkurs (indywidualny)

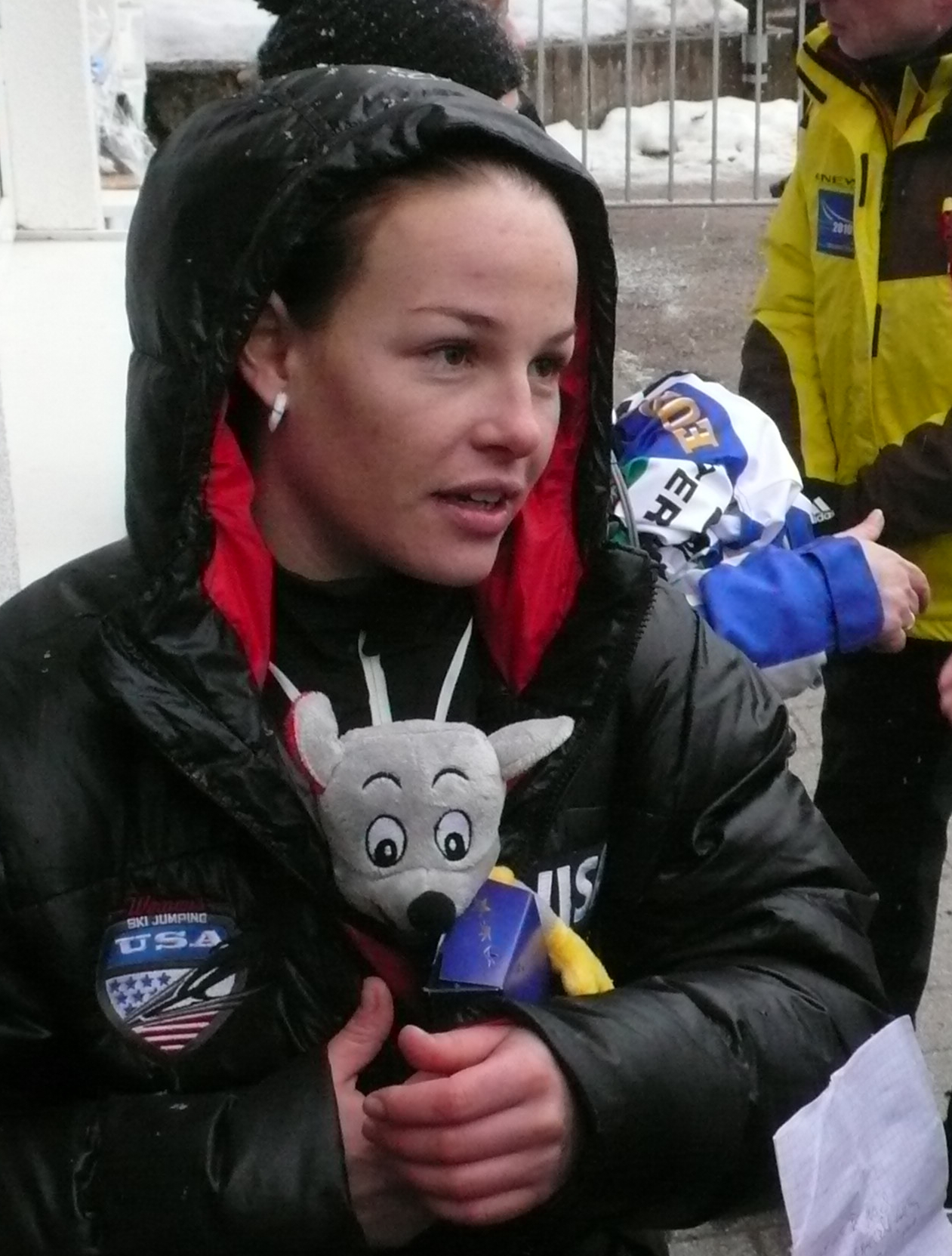
Lindsey Van – zwyciężczyni drugiego konkursu FIS Ladies Grand Prix

Drugimi zawodami rozegranymi w ramach FIS Ladies Grand Prix był konkurs indywidualny w Breitenbergu. W pierwszej serii pięciu zawodniczkom udało się uzyskać odległość powyżej punktu konstrukcyjnego, umieszczonego na 75 metrze. Pierwszą, która tego dokonała, była skacząca z 12 numerem Maja Vtič – uzyskała odległość 75,0 m. Dopiero skacząca z numerem 34 Daniela Iraschko skoczyła metr dalej, a rezultat Austriaczki poprawiły tylko dwie zawodniczki – Lindsey Van (77,0 m) i Anette Sagen (78,0 m). Po pierwszej serii na prowadzeniu była Van, z przewagą 1,3 punktu nad Sagen, i 4,2 nad Ganster.
W serii finałowej, pięciu zawodniczkom udało się uzyskać odległość powyżej 75 metrów. Pierwszą, która tego dokonała była Jessica Jerome (75,0 m). Odległościowo lepszy rezultat uzyskała plasująca się na czwartym miejscu Eva Ganster (76,0 m). Wynik ten został poprawiony przez pierwszą zawodniczkę pierwszej serii, Lindsey Van (78,5 m). Druga po pierwszej serii Norweżka Sagen uzyskała o pół metra lepszy rezultat (79,0 m), niż wcześniej wspomniana Amerykanka, jednak i ta odległość nie okazała się najdalszą, pół metra dalej skoczyła Daniela Iraschko (79,5 m). Konkurs wygrała Van, przed Sagen i Iraschko.
Podczas zawodów była mgła, a temperatura wynosiła –1 °C.

##### Wyniki zawodów (14.02.2004)
| 1.  | Lindsey Van                | Stany Zjednoczone | 77,0 | 121,4 | 78,5 | 124,7 | 246,1 |
| 2.  | Anette Sagen               | Norwegia          | 78,0 | 120,1 | 79,0 | 123,8 | 243,9 |
| 3.  | Daniela Iraschko           | Austria           | 76,0 | 116,2 | 79,5 | 126,4 | 242,6 |
| 4.  | Eva Ganster                | Austria           | 76,0 | 117,2 | 76,0 | 117,7 | 234,9 |
| 5.  | Jessica Jerome             | Stany Zjednoczone | 74,5 | 113,4 | 75,0 | 113,5 | 226,9 |
| 6.  | Maja Vtič                  | Słowenia          | 75,0 | 110,0 | 73,5 | 107,7 | 217,7 |
| 7.  | Monika Pogladič            | Słowenia          | 73,0 | 108,6 | 72,0 | 106,4 | 215,0 |
| 8.  | Line Jahr                  | Norwegia          | 70,0 | 102,0 | 74,0 | 112,8 | 214,8 |
| 9.  | Ayumi Watase               | Japonia           | 70,5 | 103,6 | 71,0 | 105,2 | 208,8 |
| 10. | Izumi Yamada               | Japonia           | 70,0 | 98,5  | 72,5 | 108,0 | 206,5 |
| 11. | Yoshiko Kasai              | Japonia           | 70,0 | 100,0 | 69,5 | 100,4 | 200,4 |
| 12. | Ulrike Gräßler             | Niemcy            | 71,0 | 102,7 | 68,5 | 96,2  | 198,9 |
| 13. | Jenna Mohr                 | Niemcy            | 65,5 | 90,6  | 70,0 | 99,5  | 190,1 |
| 14. | Jacqueline Seifriedsberger | Austria           | 66,0 | 89,7  | 64,5 | 87,4  | 177,1 |
| 15. | Kristin Schmidt            | Niemcy            | 65,5 | 90,6  | 64,0 | 86,3  | 176,9 |
| 16. | Tanja Drage                | Austria           | 63,5 | 86,7  | 65,0 | 89,0  | 175,7 |
| 17. | Seiko Koasa                | Japonia           | 60,5 | 75,6  | 70,0 | 99,5  | 175,1 |
| 18. | Henriette Smeby            | Norwegia          | 65,0 | 88,5  | 64,0 | 85,8  | 174,3 |
| 19. | Tamara Kancilja            | Słowenia          | 65,0 | 85,0  | 65,5 | 87,1  | 172,1 |
| 20. | Angelika Kühorn            | Niemcy            | 64,5 | 87,4  | 63,0 | 83,1  | 170,5 |
| 21. | Brenna Ellis               | Stany Zjednoczone | 61,5 | 77,8  | 65,0 | 89,5  | 167,3 |
| 22. | Kristin Fridtun            | Norwegia          | 63,0 | 83,1  | 63,0 | 83,1  | 166,2 |
| 23. | Carina Hils                | Niemcy            | 62,5 | 81,0  | 64,0 | 84,3  | 165,3 |
| 24. | Birgit Tuss                | Niemcy            | 64,0 | 81,8  | 62,5 | 80,5  | 162,3 |
| 25. | Lisa Demetz                | Włochy            | 64,0 | 83,3  | 61,0 | 74,7  | 158,0 |
| 26. | Urša Rozman                | Słowenia          | 65,5 | 86,6  | 59,0 | 70,3  | 156,9 |
| 27. | Nicole Hauer               | Niemcy            | 60,0 | 75,5  | 62,0 | 79,9  | 155,4 |
| 28. | Katrin Stefaner            | Austria           | 60,0 | 75,5  | 61,0 | 78,2  | 153,7 |
| 29. | Alissa Johnson             | Stany Zjednoczone | 60,0 | 75,5  | 61,0 | 75,7  | 151,2 |
| 30. | Anna Halonen               | Szwecja           | 59,0 | 68,8  | 60,0 | 74,5  | 143,3 |
| 31. | Elena Runggaldier          | Włochy            | 59,5 | 67,4  | 60,0 | 72,0  | 139,4 |
| 32. | Barbara Stuffer            | Włochy            | 58,0 | 67,6  | 59,0 | 69,3  | 136,9 |
| 33. | Vladěna Pustková           | Czechy            | 53,5 | 58,7  | 55,0 | 60,5  | 119,2 |
| 34. | Mari Backe                 | Norwegia          | 52,0 | 55,9  | 55,0 | 61,0  | 116,9 |
| 35. | Stefanie Purr              | Austria           | 49,0 | 45,3  | 55,0 | 59,0  | 104,3 |
| 36. | Valentine Prucker          | Włochy            | 51,5 | 50,3  | 52,0 | 53,4  | 103,7 |
| 37. | Jenny Perathoner           | Włochy            | 49,0 | 45,8  | 51,0 | 49,2  | 95,0  |
| 38. | Roberta D'Agostina         | Włochy            | 47,0 | 37,9  | 42,0 | 26,9  | 64,8  |
| 39. | Carolina Runggaldier       | Włochy            | 43,5 | 30,2  | 42,0 | 27,9  | 58,1  |

#### Drugi konkurs (drużynowy)

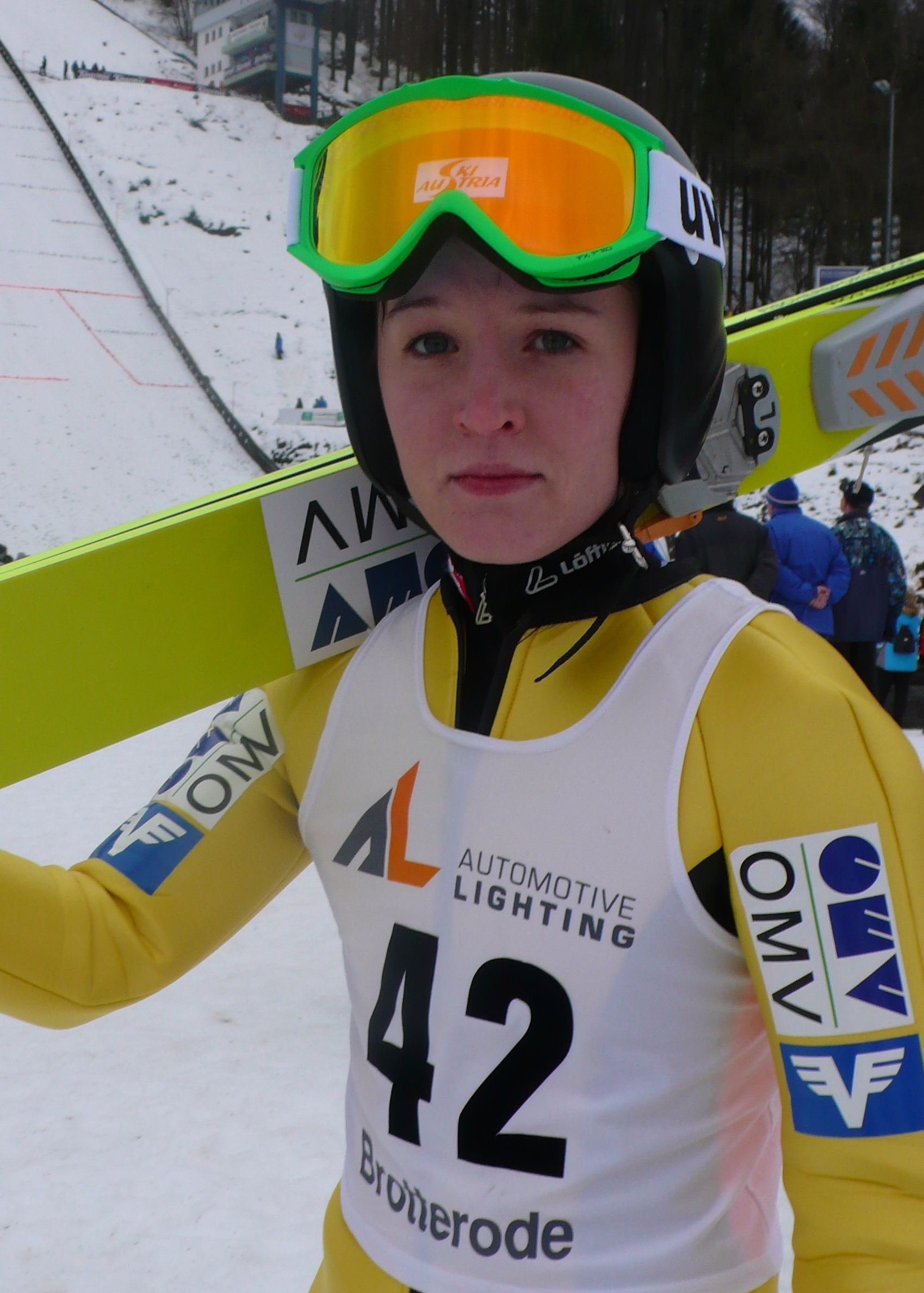
Jacqueline Seifriedsberger – zwyciężczyni drugiego konkursu – drużynowego – FIS Ladies Grand Prix oraz jedna z najmłodszych zawodniczek całego turnieju

Trzecią konkurencją szóstej edycji FIS Ladies Grand Prix były zawody drużynowe na skoczni normalnej w Breitenbergu, które odbyły się 15 lutego. W konkursie wystartowało dziesięć drużyn – dziewięć reprezentacji narodowych i jedna drużyna mieszana. Druga reprezentacja Włoch i drużyna mieszana startowały poza konkurencją. Po pierwszej kolejce skoków na prowadzeniu była reprezentacja Austrii. Najdalej skoczyła Jacqueline Seifriedsberger, która uzyskała 70,5 metra. Tuż za Austriaczkami znajdowały się ekipy Słowenii i Japonii. Najdalej w drugiej kolejce – 75 metrów – skoczyła reprezentantka Słowenii, Maja Vtič. Na prowadzeniu pozostała ekipa austriacka, ex aequo ze Słowenkami. W trzeciej turze najdłuższy skok oddała Line Jahr (Norwegia), która uzyskała o pół metra gorszy rezultat niż wcześniej wspomniana Vtič. W ostatniej grupie pierwszej serii najdalej skoczyła Lindsey Van (77,0 m), dzięki czemu Amerykanki wysunęły się na trzecią pozycję. Skok o 6,0 m krótszy oddała Izumi Yamada, co pozwoliło awansować drużynie Japonii z trzeciej na druga lokatę w konkursie drużynowym. Na prowadzeniu utrzymały się Austriaczki, po 76,0-metrowym skoku Danieli Iraschko.
Najdłuższym skokiem piątej kolejki okazało się 77,0 m Seiko Koasy, co pozwoliło reprezentacji Japonii pozostać na drugim miejscu z przewagą 36,8 punktu nad Norweżkami. Siedem metrów bliżej od Koasy lądowała Jacqueline Seifriedsberger, dzięki czemu Austria pozostała liderem konkursu. W szóstej kolejce najdalej skoczyła Maja Vtič, która uzyskała 76,0 m. Yoshiko Kasai (69,5 m) uzyskała o dwa i pół metra dłuższy rezultat niż Tanja Drage, dzięki czemu Japonia odrobiła część strat do Austriaczek. W przedostatniej, siódmej kolejce najdalej skoczyła Austriaczka Eva Ganster. Po siódmej kolejce za prowadzącymi Austriaczkami, na drugim miejscu plasowały się Japonki (35,8 punktu straty), które z przewagą 5,4 punktu, wyprzedzały drużynę Słowenii. W ostatniej, ósmej kolejce, najdalej skoczyły reprezentantka Norwegii, Anette Sagen i Amerykanka Lindsey Van (79,5 m), która w nieoficjalnej klasyfikacji indywidualnej zajęła pierwsze miejsce, z przewagą 1,7 punktu nad Danielą Iraschko. Na pierwszym miejscu uplasowała się reprezentacja Austrii, z przewagą czterdziestu punktów nad Japonkami, i pięćdziesięcioma siedmioma nad reprezentacją Norwegii.
Podczas konkursu było pochmurnie, a temperatura wynosiła 3 °C.. 

##### Wyniki zawodów (15.02.2004)
| M                | Reprezentacja                        | Zawodniczka          | Seria 1 | Seria 1 | Seria 2                    | Seria 2 | Nota zespołu |       |      |       |       |
| M                | Reprezentacja                        | Zawodniczka          | Skok    | Nota    | Skok                       | Nota    | Nota zespołu |       |      |       |       |
| ---------------- | ------------------------------------ | -------------------- | ------- | ------- | -------------------------- | ------- | ------------ | ----- | ---- | ----- | ----- |
| M                | Reprezentacja                        | Zawodniczka          | 1.      | Austria | Jacqueline Seifriedsberger | 70,5    | Nota zespołu | 102,1 | 70,0 | 100,5 | 863,6 |
| M                | Reprezentacja                        | Zawodniczka          | 1.      | Austria | Tanja Drage                | 68,5    | Nota zespołu | 98,7  | 67,0 | 94,9  | 863,6 |
| Eva Ganster      | 74,0                                 | 113,8                | 1.      | Austria | 75,0                       | 115,5   |              |       |      |       | 863,6 |
| Daniela Iraschko | 76,0                                 | 117,7                | 1.      | Austria | 77,0                       | 120,4   |              |       |      |       | 863,6 |
| 2.               | Japonia                              | Seiko Koasa          | 66,5    | 89,8    | 77,0                       | 115,9   | 823,6        |       |      |       |       |
| 2.               | Japonia                              | Yoshiko Kasai        | 67,0    | 95,4    | 69,5                       | 101,4   | 823,6        |       |      |       |       |
| 2.               | Japonia                              | Ayumi Watase         | 72,5    | 110,0   | 66,0                       | 90,2    | 823,6        |       |      |       |       |
| 2.               | Japonia                              | Izumi Yamada         | 71,0    | 104,7   | 76,0                       | 116,2   | 823,6        |       |      |       |       |
| 3.               | Norwegia                             | Kristin Fridtun      | 64,5    | 67,9    | 68,0                       | 92,1    | 806,6        |       |      |       |       |
| 3.               | Norwegia                             | Henriette Smeby      | 68,0    | 95,6    | 70,5                       | 102,6   | 806,6        |       |      |       |       |
| 3.               | Norwegia                             | Line Jahr            | 74,5    | 113,4   | 70,5                       | 101,6   | 806,6        |       |      |       |       |
| 3.               | Norwegia                             | Anette Sagen         | 75,0    | 110,0   | 79,5                       | 123,4   | 806,6        |       |      |       |       |
| 4.               | Stany Zjednoczone                    | Alissa Johnson       | 62,0    | 80,4    | 62,5                       | 80,0    | 800,1        |       |      |       |       |
| 4.               | Stany Zjednoczone                    | Brenna Ellis         | 62,5    | 82,0    | 68,5                       | 97,2    | 800,1        |       |      |       |       |
| 4.               | Stany Zjednoczone                    | Jessica Jerome       | 72,5    | 109,5   | 73,5                       | 111,2   | 800,1        |       |      |       |       |
| 4.               | Stany Zjednoczone                    | Lindsey Van          | 77,0    | 116,9   | 79,5                       | 122,9   | 800,1        |       |      |       |       |
| 5.               | Słowenia                             | Tamara Kancilja      | 66,5    | 90,3    | 70,0                       | 97,5    | 783,6        |       |      |       |       |
| 5.               | Słowenia                             | Maja Vtič            | 75,0    | 110,5   | 76,0                       | 115,7   | 783,6        |       |      |       |       |
| 5.               | Słowenia                             | Monika Pogladič      | 71,5    | 104,8   | 72,5                       | 108,0   | 783,6        |       |      |       |       |
| 5.               | Słowenia                             | Urša Rozman          | 61,0    | 75,2    | 63,0                       | 81,6    | 783,6        |       |      |       |       |
| 6.               | Niemcy I                             | Angelika Kühorn      | 65,0    | 86,5    | 66,5                       | 89,3    | 725,0        |       |      |       |       |
| 6.               | Niemcy I                             | Kristin Schmidt      | 63,5    | 59,2    | 58,0                       | 71,6    | 725,0        |       |      |       |       |
| 6.               | Niemcy I                             | Jenna Mohr           | 70,0    | 101,5   | 71,0                       | 104,2   | 725,0        |       |      |       |       |
| 6.               | Niemcy I                             | Ulrike Gräßler       | 74,0    | 108,3   | 72,0                       | 104,4   | 725,0        |       |      |       |       |
| 7.               | Włochy I                             | Valentine Prucker    | 44,5    | 33,4    | 39,0                       | 19,8    | 504,1        |       |      |       |       |
| 7.               | Włochy I                             | Barbara Stuffer      | 58,0    | 68,6    | 61,5                       | 77,8    | 504,1        |       |      |       |       |
| 7.               | Włochy I                             | Elena Runggaldier    | 54,0    | 56,8    | 63,5                       | 82,2    | 504,1        |       |      |       |       |
| 7.               | Włochy I                             | Lisa Demetz          | 63,0    | 80,6    | 64,5                       | 84,9    | 504,1        |       |      |       |       |
| 8.               | Niemcy II                            | Nicole Hauer         | 58,5    | 70,7    | 61,0                       | 77,7    | 489,6        |       |      |       |       |
| 8.               | Niemcy II                            | Birgit Tuss          | 63,5    | 82,7    | 66,0                       | 86,7    | 489,6        |       |      |       |       |
| 8.               | Niemcy II                            | Carina Hils          | 63,5    | 83,2    | 65,5                       | 88,6    | 489,6        |       |      |       |       |
| 9.               | Drużyna mieszana (Austria, Norwegia) | Stefanie Purr        | 57,0    | 65,9    | 62,5                       | 79,0    | 420,8        |       |      |       |       |
| 9.               | Drużyna mieszana (Austria, Norwegia) | Mari Backe           | 58,0    | 71,1    | 53,5                       | 59,7    | 420,8        |       |      |       |       |
| 9.               | Drużyna mieszana (Austria, Norwegia) | Katrin Stefaner      | 57,5    | 69,0    | 60,5                       | 76,1    | 420,8        |       |      |       |       |
| 10.              | Włochy II                            | Carolina Runggaldier | 37,0    | 15,4    | 39,0                       | 21,8    | 198,8        |       |      |       |       |
| 10.              | Włochy II                            | Roberta D'Agostina   | 47,0    | 39,9    | 44,0                       | 33,3    | 198,8        |       |      |       |       |
| 10.              | Włochy II                            | Jenny Perathoner     | 50,0    | 47,5    | 47,0                       | 40,9    | 198,8        |       |      |       |       |

### Baiersbronn

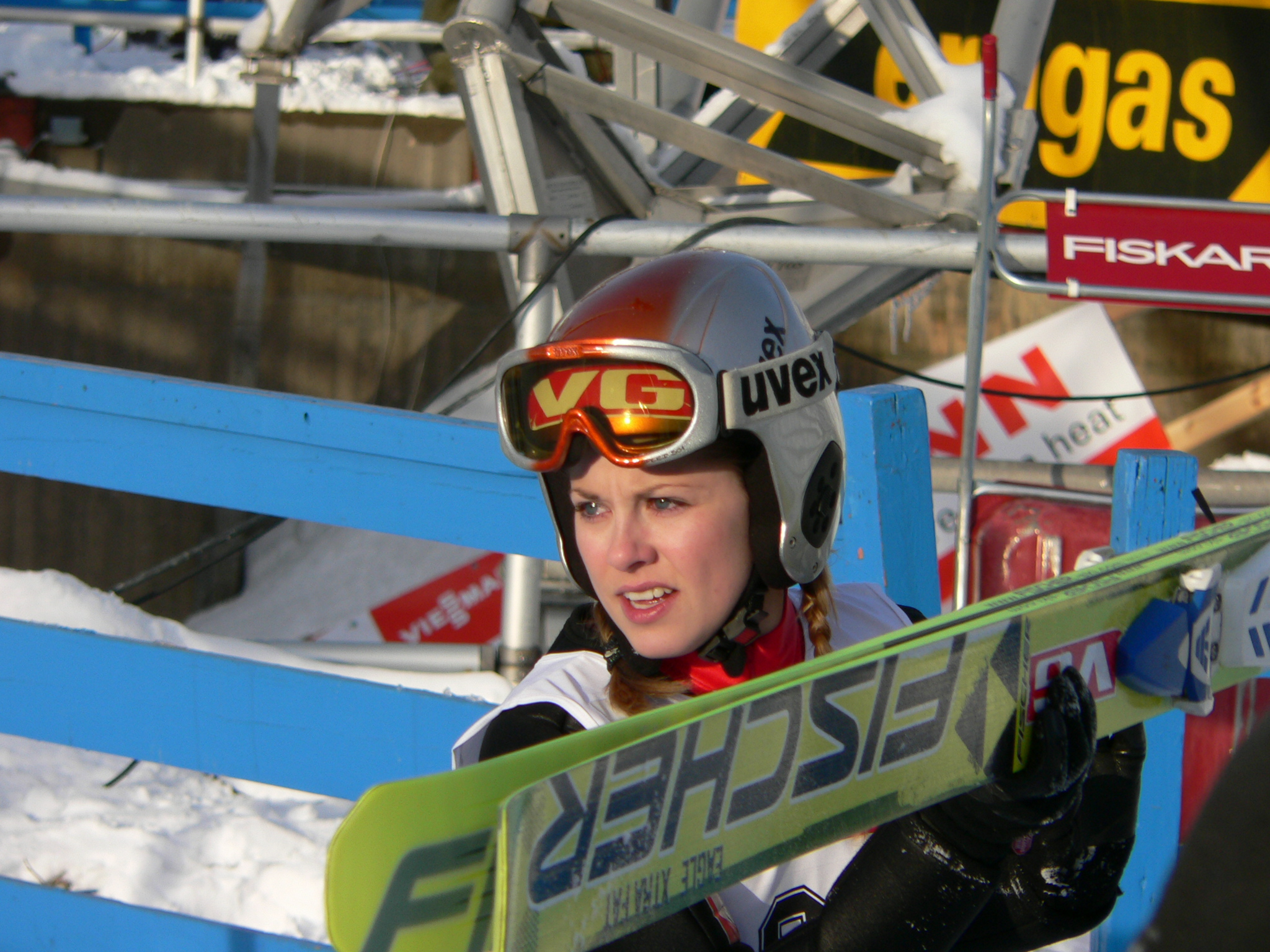
Anette Sagen – zwyciężczyni przedostatniego konkursu w Baiersbronn oraz klasyfikacji łącznej FIS Ladies Grand Prix w sezonie 2003/2004

Trzy dni po konkursie drużynowym w Breitenbergu, przeprowadzony został trzeci indywidualny konkurs FLGP, na skoczni Große Ruhestein (K-85) w Baiersbronn. W pierwszej serii pięciu zawodniczkom udało się uzyskać odległość powyżej, bądź równą punktowi konstrukcyjnemu, umieszczonemu na 85 metrze. Najdalej skoczyła Anette Sagen (91,0 m), przy notach punktowych po 17,5 punktu. Skok ten, również okazał się najdalszym rezultatem całego konkursu. Drugą odległość serii uzyskała Lindsey Van (86,0 m), jednak dzięki bardzo dobrym notom za styl, plasowała się tylko 6,5 punktu za wcześniej wspomnianą Norweżką. Na prowadzeniu po pierwszej serii była Sagen, o sześć i pół punktu przed Van i o osiem punktów przed Iraschko.
W serii finałowej wystartowało trzydzieści sześć zawodniczek, spośród których trzynaście osiągnęło odległość 75 metrów, natomiast trzy osiągnęły odległość powyżej punktu konstrukcyjnego umieszczonego na 85 metrze. Pierwszą, która tego dokonała, była siódma po pierwszej serii Ulrike Gräßler, która skoczyła na 86,0 metrów. Sklasyfikowane przed nią Izumi Yamada Line Jahr, Monika Pogladič i Daniela Iraschko uzyskały odpowiednio 81,5, 82,5, 84,0 i 83,5 metra. Rezultat Gräßler został poprawiony przez wiceliderkę po pierwszej serii, Lindsey Van (87,0 m). Zasiadająca tuż po niej na belce startowej Anette Sagen, uzyskała o 3,5 m lepszy skok niż wcześniej wspomniana Amerykanka. Zwyciężczynią konkursu została zatem Sagen, z przewagą dziesięciu i pół punktu nad Van, i dwudziestu dwóch nad Pogladič i Iraschko.
Podczas konkursu padał śnieg, a temperatura powietrza wynosiła –1 °C.

#### Wyniki zawodów (18.02.2004)
| 1.  | Anette Sagen         | Norwegia          | 91,0 | 125,0 | 90,5 | 123,0 | 248,0 |
| 2.  | Lindsey Van          | Stany Zjednoczone | 86,0 | 118,5 | 87,0 | 119,0 | 237,5 |
| 3.  | Monika Pogladič      | Słowenia          | 84,5 | 113,0 | 84,0 | 113,0 | 226,0 |
| 3.  | Daniela Iraschko     | Austria           | 86,0 | 117,0 | 83,5 | 109,0 | 226,0 |
| 5.  | Line Jahr            | Norwegia          | 85,5 | 116,0 | 82,5 | 108,0 | 224,0 |
| 6.  | Izumi Yamada         | Japonia           | 84,0 | 114,5 | 81,5 | 109,0 | 223,5 |
| 7.  | Ulrike Gräßler       | Niemcy            | 85,0 | 109,5 | 86,0 | 110,0 | 219,5 |
| 8.  | Eva Ganster          | Austria           | 83,0 | 108,5 | 83,5 | 110,0 | 218,5 |
| 9.  | Jessica Jerome       | Stany Zjednoczone | 82,5 | 109,5 | 79,0 | 102,5 | 212,0 |
| 10. | Ayumi Watase         | Japonia           | 70,0 | 98,5  | 72,5 | 108,0 | 206,5 |
| 11. | Maja Vtič            | Słowenia          | 77,0 | 94,0  | 75,0 | 89,5  | 183,5 |
| 12. | Carina Hils          | Niemcy            | 76,0 | 93,0  | 74,0 | 88,5  | 181,5 |
| 13. | Tamara Kancilja      | Słowenia          | 73,5 | 87,5  | 75,5 | 90,5  | 178,0 |
| 13. | Yoshiko Kasai        | Japonia           | 73,5 | 86,5  | 75,0 | 91,5  | 178,0 |
| 15. | Jenna Mohr           | Niemcy            | 71,5 | 83,0  | 75,0 | 92,5  | 175,5 |
| 16. | Seiko Koasa          | Japonia           | 80,5 | 82,5  | 74,5 | 90,0  | 172,5 |
| 17. | Angelika Kühorn      | Niemcy            | 78,0 | 95,0  | 69,0 | 74,0  | 169,0 |
| 18. | Lisa Demetz          | Włochy            | 73,5 | 83,5  | 72,0 | 76,0  | 159,5 |
| 19. | Brenna Ellis         | Stany Zjednoczone | 69,5 | 78,5  | 70,0 | 80,5  | 159,0 |
| 20. | Kristin Fridtun      | Norwegia          | 70,0 | 75,0  | 72,5 | 81,5  | 156,5 |
| 21. | Urša Rozman          | Słowenia          | 70,0 | 77,0  | 71,0 | 78,0  | 155,0 |
| 22. | Tanja Drage          | Austria           | 65,5 | 69,0  | 69,5 | 78,5  | 147,5 |
| 23. | Henriette Smeby      | Norwegia          | 66,5 | 71,5  | 68,0 | 75,0  | 146,5 |
| 24. | Melanie Faißt        | Niemcy            | 65,0 | 65,5  | 71,5 | 79,5  | 145,0 |
| 25. | Birgit Tuss          | Niemcy            | 66,0 | 68,0  | 67,0 | 69,5  | 137,5 |
| 26. | Kristin Schmidt      | Niemcy            | 67,5 | 65,5  | 66,0 | 70,0  | 135,5 |
| 27. | Elena Runggaldier    | Włochy            | 65,5 | 66,5  | 65,5 | 66,0  | 132,5 |
| 28. | Alissa Johnson       | Stany Zjednoczone | 63,5 | 64,5  | 64,5 | 66,0  | 130,5 |
| 29. | Anna Häfele          | Niemcy            | 64,0 | 63,0  | 63,0 | 62,5  | 125,5 |
| 30. | Katrin Stefaner      | Austria           | 63,0 | 64,0  | 60,0 | 57,5  | 121,5 |
| 31. | Barbara Stuffer      | Włochy            | 60,0 | 54,5  | 66,0 | 65,0  | 119,5 |
| 32. | Stefanie Purr        | Austria           | 57,5 | 51,5  | 55,5 | 47,0  | 98,5  |
| 33. | Valentine Prucker    | Włochy            | 55,0 | 42,5  | 54,5 | 40,5  | 83,0  |
| 34. | Jenny Perathoner     | Włochy            | 50,5 | 31,5  | 52,5 | 34,0  | 65,5  |
| 35. | Roberta D'Agostina   | Włochy            | 47,5 | 23,5  | 55,5 | 38,5  | 62,0  |
| 36. | Carolina Runggaldier | Włochy            | 43,5 | 15,5  | 42,5 | 13,0  | 28,5  |

### Schönwald

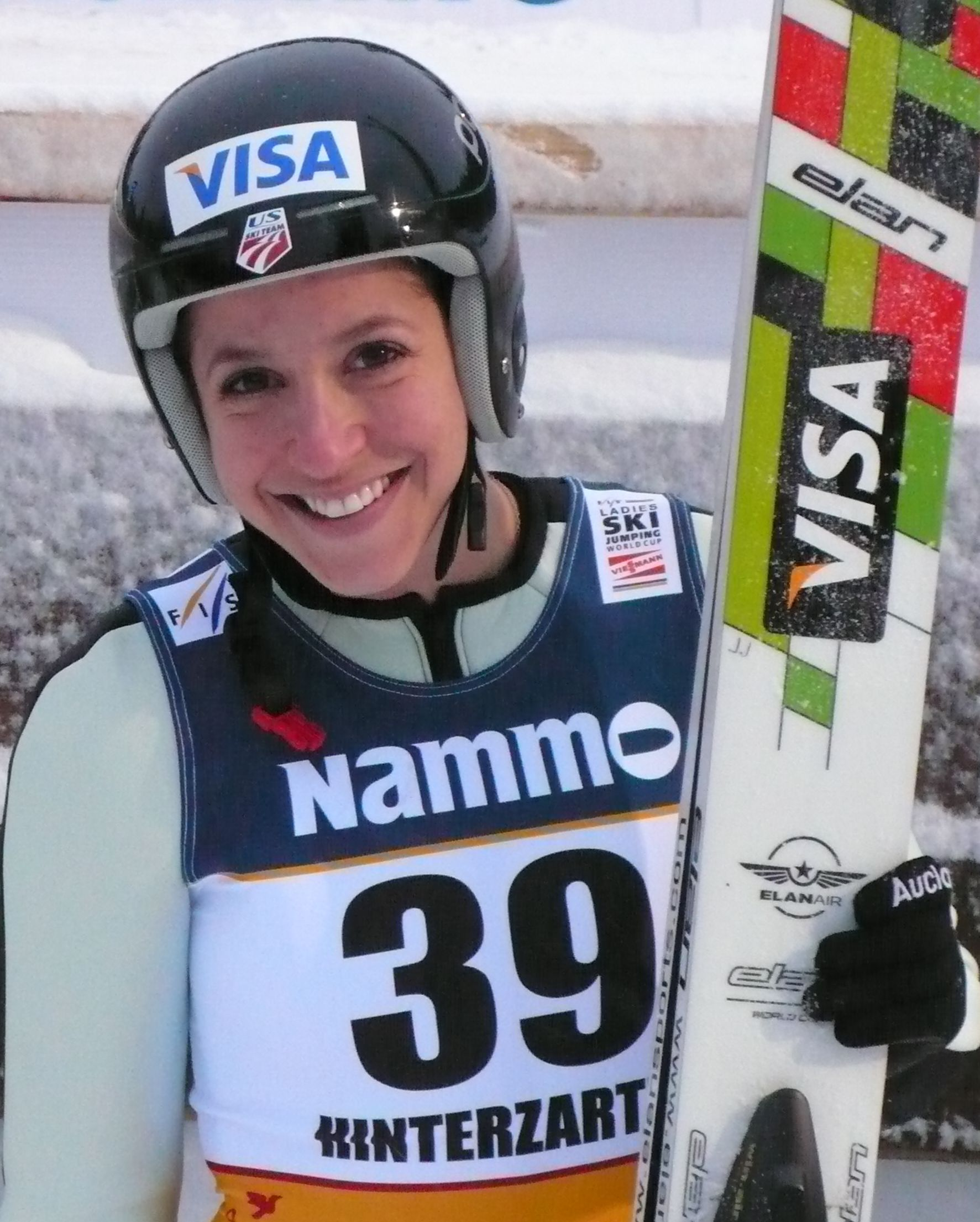
Jessica Jerome – zwyciężczyni ostatniego konkursu FLGP w Schönwaldzie

Ostatni z konkursów indywidualnych, przeprowadzony w ramach FIS Ladies Grand Prix, odbył się na obiekcie normalnym w Schönwaldzie. W pierwszej serii konkursowej żadnej zawodniczce nie udało się osiągnąć odległości powyżej, bądź równej punktowi konstrukcyjnemu, umieszczonemu na 85 metrze. Najbliżej osiągnięcia takiej odległości były Anette Sagen i Eva Ganster, które skoczyły po 77,5 m. Pół metra bliżej lądowała Daniela Iraschko, jednak dzięki lepszym notom za styl, uzyskała dwupunktową przewagę nad wcześniej wspomnianą Austriaczką, i dwuipółpunktowa nad Norweżką. Notę łączną powyżej 95 punktów uzyskały jeszcze cztery zawodniczki: Lindsey Van (95,0 punktów), Izumi Yamada (97,5 punktów), Jessica Jerome (97,5 punktu) i Ulrike Gräßler (98,5 punktu). Po pierwszej serii liderką była Daniela Iraschko, na drugim miejscu uplasowała się Eva Ganster, a na trzecim ex aequo Anette Sagen i Ulrike Gräßler.
Jako pierwsza w serii finałowej, skok 80 metrowy oddała Lindsey Van, która skoczyła 81,5 m. Skaczące po Amerykance zawodniczki uzyskały gorsze rezultaty. Jako następna na belce startowej usiadła Jessica Jerome (81,0 m), i to właśnie ona objęła prowadzenie w konkursie z 1,5 punktu przewagi nad swoją rodaczką. Sklasyfikowana na drugim miejscu po pierwszej serii Austriaczka Ganster oddała o dwa metry gorszy skok, niż najlepsza odległość Amerykanki Van. Natomiast skacząca tuż po niej 3-krotna zwyciężczyni turnieju – Daniela Iraschko, oddała taki sam skok jak w pierwszej serii. Zwyciężczynią konkursu została zatem Jerome, przed Van i Gräßler. 
Podczas zawodów wiał lekki wiatr i było pochmurnie, a temperatura wynosiła 6 °C.

#### Wyniki zawodów (21.02.2004)
| 1.  | Jessica Jerome     | Stany Zjednoczone | 76,5 | 97,5  | 81,0 | 109,5 | 207,0 |
| 2.  | Lindsey Van        | Stany Zjednoczone | 75,0 | 95,0  | 81,5 | 110,5 | 205,5 |
| 3.  | Ulrike Gräßler     | Niemcy            | 77,0 | 98,5  | 80,5 | 106,5 | 205,0 |
| 4.  | Eva Ganster        | Austria           | 77,5 | 99,0  | 79,5 | 104,5 | 203,5 |
| 5.  | Daniela Iraschko   | Austria           | 77,0 | 101,0 | 77,0 | 100,0 | 201,0 |
| 6.  | Ayumi Watase       | Japonia           | 74,0 | 93,0  | 77,0 | 100,5 | 193,5 |
| 7.  | Izumi Yamada       | Japonia           | 75,5 | 97,5  | 75,0 | 95,0  | 192,5 |
| 8.  | Seiko Koasa        | Japonia           | 75,0 | 94,5  | 75,0 | 94,5  | 189,0 |
| 9.  | Monika Pogladič    | Słowenia          | 70,0 | 83,5  | 79,0 | 104,5 | 188,0 |
| 10. | Anette Sagen       | Norwegia          | 77,5 | 98,5  | 73,0 | 85,0  | 183,5 |
| 11. | Maja Vtič          | Słowenia          | 69,0 | 79,5  | 75,5 | 94,5  | 174,0 |
| 12. | Line Jahr          | Norwegia          | 69,5 | 81,5  | 73,0 | 90,0  | 171,5 |
| 13. | Jenna Mohr         | Niemcy            | 69,0 | 80,5  | 70,5 | 83,0  | 163,5 |
| 14. | Carina Hils        | Niemcy            | 69,5 | 80,0  | 68,5 | 79,0  | 159,0 |
| 15. | Yoshiko Kasai      | Japonia           | 64,5 | 71,0  | 70,5 | 84,0  | 155,0 |
| 16. | Urša Rozman        | Słowenia          | 67,0 | 73,5  | 69,0 | 78,5  | 152,0 |
| 17. | Kristin Fridtun    | Norwegia          | 67,5 | 73,0  | 67,5 | 74,5  | 147,5 |
| 18. | Lisa Demetz        | Włochy            | 71,5 | 83,0  | 66,0 | 64,0  | 147,0 |
| 19. | Melanie Faißt      | Niemcy            | 63,0 | 63,0  | 70,0 | 79,5  | 142,5 |
| 20. | Henriette Smeby    | Norwegia          | 64,0 | 68,0  | 66,5 | 73,5  | 141,5 |
| 21. | Tanja Drage        | Austria           | 63,5 | 67,5  | 64,5 | 69,0  | 136,5 |
| 22. | Brenna Ellis       | Stany Zjednoczone | 61,5 | 60,5  | 66,5 | 72,5  | 133,0 |
| 23. | Kristin Schmidt    | Niemcy            | 61,0 | 61,0  | 66,0 | 71,0  | 132,0 |
| 24. | Tamara Kancilja    | Słowenia          | 62,5 | 62,5  | 65,0 | 68,5  | 131,0 |
| 25. | Birgit Tuss        | Niemcy            | 61,0 | 61,0  | 65,0 | 68,5  | 129,5 |
| 26. | Anna Häfele        | Niemcy            | 62,0 | 63,0  | 63,0 | 65,0  | 128,0 |
| 27. | Kristin Schmidt    | Niemcy            | 62,0 | 58,0  | 63,5 | 65,5  | 123,5 |
| 27. | Angelika Kühorn    | Niemcy            | 62,5 | 62,5  | 62,0 | 61,0  | 123,5 |
| 29. | Alissa Johnson     | Stany Zjednoczone | 58,0 | 53,5  | 65,5 | 69,0  | 122,5 |
| 30. | Barbara Stuffer    | Włochy            | 63,5 | 62,5  | 60,0 | 54,0  | 116,5 |
| 31. | Elena Runggaldier  | Włochy            | 62,5 | 60,5  | 61,0 | 55,0  | 115,5 |
| 32. | Roberta D'Agostina | Włochy            | 56,0 | 43,5  | 57,0 | 46,5  | 90,0  |
| 33. | Valentine Prucker  | Włochy            | 53,0 | 38,0  | 57,0 | 46,5  | 84,5  |
| 34. | Stefanie Purr      | Austria           | 54,0 | 41,0  | 53,5 | 39,0  | 80,0  |
| 35. | Jenny Perathoner   | Włochy            | 49,0 | 28,5  | 55,0 | 41,5  | 70,0  |

## Klasyfikacja generalna turnieju
Poniżej znajduje się końcowa klasyfikacja FIS Ladies Grand Prix 2004 po przeprowadzeniu czterech konkursów. Łącznie, w tej edycji FIS Ladies Grand Prix sklasyfikowanych zostało 41 zawodniczek z dziewięciu państw.
| Miejsce | Zawodniczka                | Saalfelden am Steinernen Meer | Breitenberg | Baiersbronn | Schönwald  | Punkty | Strata do liderki |
| ------- | -------------------------- | ----------------------------- | ----------- | ----------- | ---------- | ------ | ----------------- |
| 01.     | Anette Sagen               | 262,0 (1)                     | 243,9 (2)   | 248,0 (1)   | 183,5 (10) | 937,4  | 0–                |
| 02.     | Lindsey Van                | 231,5 (2)                     | 246,1 (1)   | 237,5 (2)   | 205,5 (2)  | 920,6  | 016,8             |
| 03.     | Eva Ganster                | 231,5 (2)                     | 234,9 (4)   | 218,5 (8)   | 203,5 (4)  | 888,4  | 049,0             |
| 04.     | Daniela Iraschko           | 213,5 (6)                     | 242,6 (3)   | 226,0 (3)   | 201,0 (5)  | 883,1  | 054,3             |
| 05.     | Jessica Jerome             | 203,0 (9)                     | 226,9 (5)   | 212,0 (9)   | 207,0 (1)  | 848,9  | 088,5             |
| 06.     | Monika Pogladič            | 208,0 (8)                     | 215,0 (7)   | 226,0 (3)   | 188,0 (9)  | 837,0  | 100,4             |
| 07.     | Line Jahr                  | 214,0 (5)                     | 214,8 (8)   | 224,0 (5)   | 171,5 (12) | 824,3  | 113,1             |
| 08.     | Ulrike Gräßler             | 193,5 (10)                    | 198,9 (12)  | 219,5 (7)   | 205,0 (3)  | 816,9  | 120,5             |
| 09.     | Izumi Yamada               | 188,5 (11)                    | 206,5 (10)  | 223,5 (6)   | 192,5 (7)  | 811,0  | 126,4             |
| 10.     | Ayumi Watase               | 212,5 (7)                     | 208,8 (9)   | 188,5 (10)  | 193,5 (6)  | 803,3  | 134,1             |
| 11.     | Seiko Koasa                | 214,5 (4)                     | 175,1 (17)  | 172,5 (16)  | 189,0 (8)  | 751,1  | 186,3             |
| 12.     | Yoshiko Kasai              | 176,5 (12)                    | 200,4 (11)  | 178,0 (13)  | 155,0 (15) | 709,9  | 227,5             |
| 13.     | Jenna Mohr                 | 145,0 (16)                    | 190,1 (13)  | 175,5 (15)  | 163,5 (13) | 674,1  | 263,3             |
| 14.     | Tamara Kancilja            | 165,0 (14)                    | 172,1 (19)  | 178,0 (13)  | 131,0 (24) | 646,1  | 291,3             |
| 15.     | Urša Rozman                | 174,0 (13)                    | 156,9 (26)  | 155,0 (21)  | 152,0 (16) | 637,9  | 299,5             |
| 16.     | Henriette Smeby            | 157,5 (15)                    | 174,3 (18)  | 146,5 (23)  | 141,5 (20) | 619,8  | 317,6             |
| 17.     | Kristin Fridtun            | 138,5 (17)                    | 166,2 (22)  | 156,5 (20)  | 147,5 (17) | 608,7  | 328,7             |
| 18.     | Angelika Kühorn            | 133,5 (20)                    | 170,5 (20)  | 169,0 (17)  | 123,5 (27) | 596,5  | 340,9             |
| 19.     | Brenna Ellis               | 135,0 (19)                    | 167,3 (21)  | 159,0 (19)  | 133,0 (22) | 594,3  | 343,1             |
| 20.     | Tanja Drage                | 133,0 (21)                    | 175,7 (16)  | 147,5 (22)  | 136,5 (21) | 592,7  | 344,7             |
| 21.     | Maja Vtič                  |                               | 217,6 (6)   | 183,5 (11)  | 174,0 (11) | 575,2  | 362,2             |
| 22.     | Alissa Johnson             | 138,0 (18)                    | 151,2 (29)  | 130,5 (28)  | 122,5 (29) | 542,2  | 395,2             |
| 23.     | Kristin Schmidt            | 095,0 (22)                    | 176,9 (15)  | 135,5 (26)  | 123,5 (27) | 530,9  | 406,5             |
| 24.     | Carina Hils                |                               | 165,3 (23)  | 181,5 (12)  | 159,0 (14) | 505,8  | 431,6             |
| 25.     | Katrin Stefaner            | 091,0 (24)                    | 153,7 (28)  | 121,5 (30)  | 132,0 (23) | 498,2  | 439,2             |
| 26.     | Lisa Demetz                |                               | 158,0 (25)  | 159,5 (18)  | 147,0 (18) | 464,5  | 472,9             |
| 27.     | Birgit Tuss                |                               | 162,3 (24)  | 137,5 (25)  | 129,5 (25) | 429,3  | 508,1             |
| 28.     | Elena Runggaldier          |                               | 139,4 (31)  | 132,5 (27)  | 115,5 (31) | 387,4  | 550,0             |
| 29.     | Barbara Stuffer            |                               | 136,9 (32)  | 119,5 (31)  | 116,5 (30) | 372,9  | 564,5             |
| 30.     | Stefanie Purr              | 087,0 (25)                    | 104,3 (35)  | 098,5 (32)  | 080,0 (34) | 369,8  | 567,6             |
| 31.     | Melanie Faißt              |                               |             | 145,0 (24)  | 142,5 (19) | 287,5  | 649,9             |
| 32.     | Valentine Prucker          |                               | 103,7 (36)  | 083,0 (33)  | 084,5 (33) | 271,2  | 666,2             |
| 33.     | Anna Häfele                |                               |             | 125,5 (29)  | 128,0 (26) | 253,5  | 683,9             |
| 34.     | Nicole Hauer               | 092,0 (23)                    | 155,4 (27)  |             |            | 247,4  | 690,0             |
| 35.     | Jenny Perathoner           |                               | 095,0 (37)  | 065,5 (34)  | 070,0 (35) | 230,5  | 706,9             |
| 36.     | Roberta D'Agostina         |                               | 064,8 (38)  | 062,0 (35)  | 090,0 (32) | 216,8  | 720,6             |
| 37.     | Vladěna Pustková           | 080,5 (26)                    | 119,2 (33)  |             |            | 199,7  | 737,7             |
| 38.     | Mari Backe                 | 066,5 (27)                    | 116,9 (34)  |             |            | 183,4  | 754,0             |
| 39.     | Jacqueline Seifriedsberger |                               | 177,1 (14)  |             |            | 177,1  | 760,3             |
| 40.     | Anna Halonen               |                               | 143,3 (30)  |             |            | 143,3  | 794,1             |
| 41.     | Caroline Runggaldier       |                               | 058,1 (39)  | 028,5 (36)  |            | 86,6   | 850,8             |

## Składy reprezentacji
Poniższa tabela zawiera składy wszystkich dziewięciu reprezentacji, które uczestniczyły w FIS Ladies Grand Prix 2004. W nawiasie obok nazwy kraju podana została liczba zawodniczek z poszczególnych państw. W tabeli przedstawiono wyniki zajmowane przez zawodniczki we wszystkich konkursach oraz miejsca w poprzedniej edycji turnieju.
| Zawodniczka                | Data urodzenia       | Miejsce w FLGP 2003 | Starty w FLGP 2004 | Starty w FLGP 2004            | Starty w FLGP 2004 | Starty w FLGP 2004 | Źródło |
| Zawodniczka                | Data urodzenia       | Miejsce w FLGP 2003 | Breitenberg        | Saalfelden am Steinernen Meer | Baiersbronn        | Schönwald          | Źródło |
| -------------------------- | -------------------- | ------------------- | ------------------ | ----------------------------- | ------------------ | ------------------ | ------ |
| Austria (6)                |                      |                     |                    |                               |                    |                    |        |
| Tanja Drage                | 19 listopada 1987    | 20                  | 21                 | 16                            | 22                 | 21                 | [ 23 ] |
| Eva Ganster                | 30 marca 1978        | 2                   | 2                  | 4                             | 8                  | 4                  | [ 24 ] |
| Daniela Iraschko           | 21 listopada 1983    | 9                   | 6                  | 3                             | 3                  | 5                  | [ 25 ] |
| Stefanie Purr              | 19 czerwca 1988      | –                   | 25                 | 35                            | 32                 | 34                 | [ 26 ] |
| Jacqueline Seifriedsberger | 20 stycznia 1991     | –                   | –                  | 14                            | –                  | –                  | [ 27 ] |
| Katrin Stefaner            | 20 stycznia 1987     | 38                  | 24                 | 28                            | 30                 | 23                 | [ 28 ] |
| Czechy (1)                 |                      |                     |                    |                               |                    |                    |        |
| Vladěna Pustková           | 11 lipca 1992        | –                   | 26                 | 33                            | –                  | –                  | [ 29 ] |
| Japonia (4)                |                      |                     |                    |                               |                    |                    |        |
| Yoshiko Kasai              | 4 listopada 1980     | 17                  | 12                 | 11                            | 13                 | 15                 | [ 30 ] |
| Seiko Koasa                | 24 lutego 1983       | 16                  | 4                  | 17                            | 16                 | 8                  | [ 31 ] |
| Ayumi Watase               | 18 lipca 1984        | –                   | 7                  | 9                             | 10                 | 6                  | [ 32 ] |
| Izumi Yamada               | 28 sierpnia 1978     | 11                  | 11                 | 10                            | 6                  | 7                  | [ 33 ] |
| Niemcy (9)                 |                      |                     |                    |                               |                    |                    |        |
| Melanie Faißt              | 12 lutego 1990       | –                   | –                  | –                             | 24                 | 19                 | [ 34 ] |
| Ulrike Gräßler             | 17 maja 1987         | 15                  | 10                 | 12                            | 7                  | 3                  | [ 35 ] |
| Nicole Hauer               | 9 marca 1987         | 26                  | 23                 | 27                            | –                  | –                  | [ 36 ] |
| Anna Häfele                | 26 czerwca 1989      | –                   | –                  | –                             | 29                 | 26                 | [ 37 ] |
| Carina Hils                | 1 sierpnia 1987      | 30                  | –                  | 23                            | 12                 | 14                 | [ 38 ] |
| Angelika Kühorn            | 8 lipca 1986         | 28                  | 20                 | 20                            | 17                 | 27                 | [ 39 ] |
| Jenna Mohr                 | 15 kwietnia 1987     | –                   | 16                 | 13                            | 15                 | 13                 | [ 40 ] |
| Kristin Schmidt            | 18 października 1983 | 34                  | 22                 | 15                            | 26                 | 27                 | [ 41 ] |
| Birgit Tuss                | 18 czerwca 1985      | –                   | –                  | 24                            | 25                 | 25                 | [ 42 ] |
| Norwegia (5)               |                      |                     |                    |                               |                    |                    |        |
| Mari Backe                 | 11 marca 1987        | –                   | 27                 | 34                            | –                  | –                  | [ 43 ] |
| Kristin Fridtun            | 9 listopada 1987     | 24                  | 17                 | 22                            | 20                 | 17                 | [ 44 ] |
| Line Jahr                  | 16 stycznia 1984     | 5                   | 5                  | 8                             | 5                  | 12                 | [ 45 ] |
| Henriette Smeby            | 13 listopada 1986    | –                   | 15                 | 18                            | 23                 | 20                 | [ 46 ] |
| Anette Sagen               | 10 stycznia 1985     | 1                   | 1                  | 2                             | 1                  | 10                 | [ 47 ] |
| Słowenia (4)               |                      |                     |                    |                               |                    |                    |        |
| Tamara Kancilja            | 15 sierpnia 1987     | 12                  | 14                 | 19                            | 13                 | 24                 | [ 48 ] |
| Monika Pogladič            | 5 kwietnia 1987      | 6                   | 8                  | 7                             | 3                  | 9                  | [ 49 ] |
| Urša Rozman                | 25 listopada 1987    | 23                  | 13                 | 26                            | 21                 | 16                 | [ 50 ] |
| Maja Vtič                  | 27 stycznia 1988     | 18                  | –                  | 6                             | 11                 | 11                 | [ 51 ] |
| Stany Zjednoczone (4)      |                      |                     |                    |                               |                    |                    |        |
| Brenna Ellis               | 13 marca 1988        | –                   | 19                 | 21                            | 19                 | 22                 | [ 52 ] |
| Jessica Jerome             | 8 lutego 1987        | 14                  | 9                  | 5                             | 9                  | 1                  | [ 53 ] |
| Alissa Johnson             | 28 maja 1987         | 7                   | 18                 | 29                            | 28                 | 29                 | [ 54 ] |
| Lindsey Van                | 27 listopada 1984    | 3                   | 2                  | 1                             | 2                  | 2                  | [ 55 ] |
| Szwecja (1)                |                      |                     |                    |                               |                    |                    |        |
| Anna Halonen               | 3 lipca 1986         | –                   | –                  | 30                            | –                  | –                  | [ 56 ] |
| Włochy (7)                 |                      |                     |                    |                               |                    |                    |        |
| Lisa Demetz                | 21 maja 1989         | –                   | –                  | 25                            | 18                 | 18                 | [ 57 ] |
| Roberta D'Agostina         | 17 sierpnia 1991     | –                   | –                  | 38                            | 35                 | 32                 | [ 58 ] |
| Jenny Perathoner           | 15 lutego 1990       | –                   | –                  | 37                            | 34                 | 35                 | [ 59 ] |
| Valentine Prucker          | 13 marca 1989        | –                   | –                  | 36                            | 33                 | 33                 | [ 60 ] |
| Caroline Runggaldier       | 18 stycznia 1985     | –                   | –                  | 39                            | 36                 | –                  | [ 61 ] |
| Elena Runggaldier          | 10 lipca 1990        | –                   | –                  | 31                            | 27                 | 31                 | [ 62 ] |
| Barbara Stuffer            | 7 września 1989      | –                   | –                  | 32                            | 31                 | 30                 | [ 63 ] |